# 아일럼
아일럼(Ylem)은 1940년대에 조지 가모프, 랠프 앨퍼와 그들의 동료들이 가상의 최초의 물질이나 물질의 응축된 상태를 썼던 말이다. 오늘날에 우리는 원자보다 작은 입자로 이해한다. 그것은 소문에 의하면 쇠퇴한 중세영국의 철학적 언어로부터 왔는데 Gamow가 사전을 통해 우연히 본 것이다. 의미는 무언가를 따라 “모든 물질로부터의 최초의 물질이 형성되었다”의 줄이고, 그리스의 hylem으로부터 끌어냈다, “물질”. 고쳐 말하면 Ylem은 Gamow가 빅뱅직후에 존재한 “물체”라고 추정했다. Ylem에 따라, 그곳에는 많은 고에너지 광자들이 존재했을 것으로 추정하고, 이것은 우리가 오늘날 우주초단파배경복사로 관측할 수 있다.

## 같이 보기
- 중입자 생성
- 대폭발 핵합성